# Restart-CVSE Kék Nefelejcs Rögbi Klub

A Kék Nefelejcs Rögbi Klub egy ceglédi rögbicsapat. 2010-ben helyi fiatalok alakították, 2011 őszén pedig a Restart Ceglédi VSE szakosztálya lett. Egyaránt játsszák a rögbi uniós, illetve hetes változatát. A női csapat 2012 elején indult útjára.

## Eredmények
Első győzelmüket a 2011 tavaszán Szegeden tartott Pannon hetes rögbi tornán szerezték a házigazda Szeged Forwards csapata ellen.
2011 őszétől a magyar másodosztályban játszanak.

## Külső hivatkozások
- A Restart-CVSE Kék Nefelejcs Rögbi Klub hivatalos honlapja
- Adatlap az MRGSZ honlapján